# Баґениці-Малі (Мазовецьке воєводство)
Баґениці-Малі (пол. Bagienice Małe) — село в Польщі, у гміні Кучборк-Осада Журомінського повіту Мазовецького воєводства.
Населення — 67 осіб (2011).
У 1975-1998 роках село належало до Цехановського воєводства.

## Демографія
Демографічна структура станом на 31 березня 2011 року:
|          | Загалом | Допрацездатний вік | Працездатний вік | Постпрацездатний вік |
| -------- | ------- | ------------------ | ---------------- | -------------------- |
| Чоловіки | 36      | 5                  | 22               | 9                    |
| Жінки    | 31      | 9                  | 15               | 7                    |
| Разом    | 67      | 14                 | 37               | 16                   |